# Jingxing

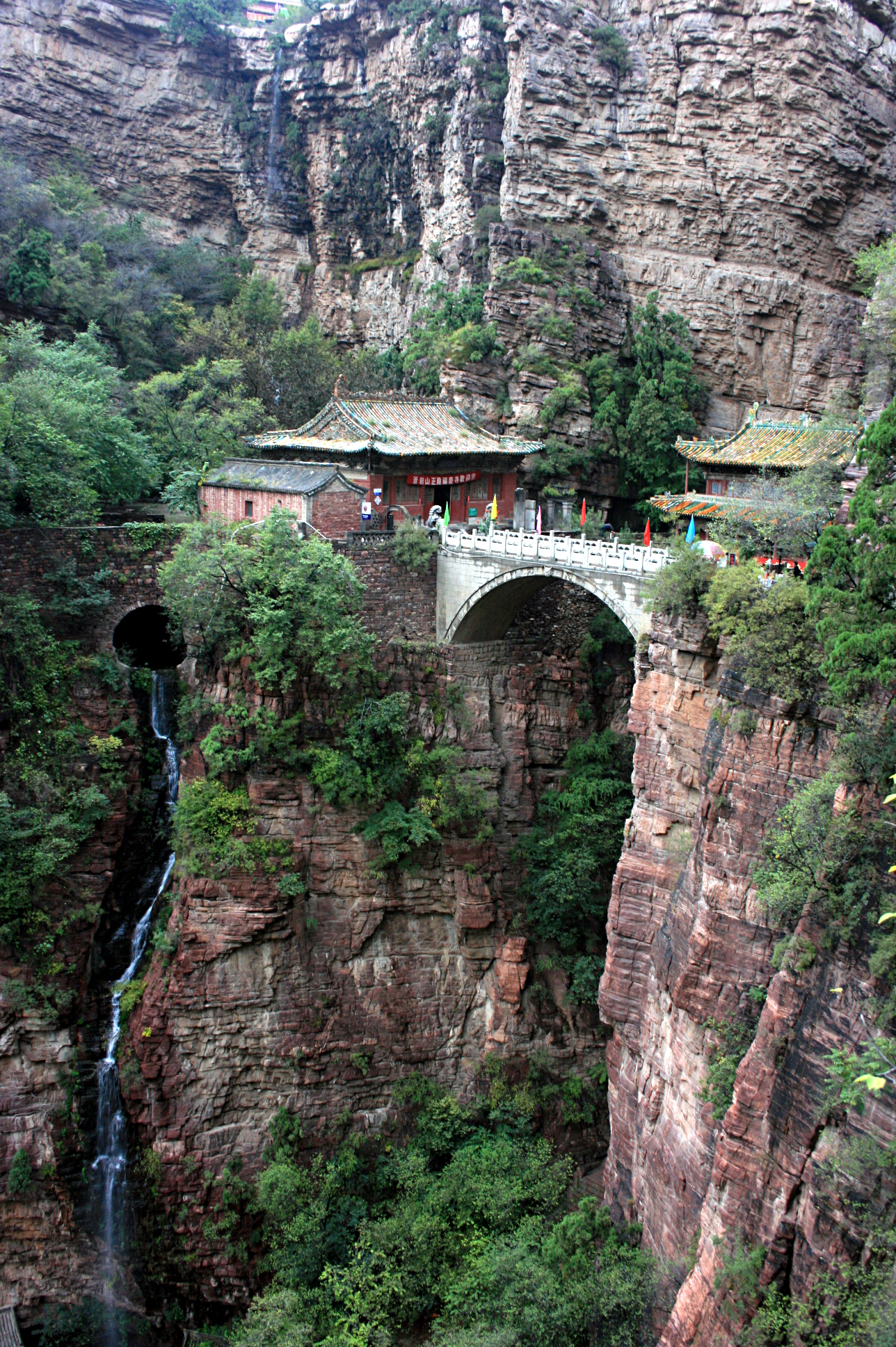
Der Berg Cangyan im Kreis Jingxing

Jingxing (chinesisch 井陉县, Pinyin Jǐngxíng Xiàn) ist ein chinesischer Kreis der bezirksfreien Stadt Shijiazhuang der Provinz Hebei. Er hat eine Fläche von 1.380 km² und zählt 309.882 Einwohner (Stand: Zensus 2010). Sein Hauptort ist die Großgemeinde Weishui (微水镇).

## Administrative Gliederung
Auf Gemeindeebene setzt sich der Kreis Jingxing aus zehn Gemeinden und sieben Großgemeinden zusammen. Diese sind:
- Großgemeinde Weishui 微水镇
- Großgemeinde Shang’an 上安镇
- Großgemeinde Tianchang 天长镇
- Großgemeinde Xiulin 秀林镇
- Großgemeinde Nanyu 南峪镇
- Großgemeinde Weizhou 威州镇
- Großgemeinde Xiaozuo 小作镇
- Großgemeinde Nanzhangcheng 南障城镇
- Großgemeinde Cangyanshan 苍岩山镇
- Großgemeinde Ceyu 测鱼镇

- Gemeinde Wujiayao 吴家窑乡
- Gemeinde Beizheng 北正乡
- Gemeinde Yujia 于家乡
- Gemeinde Sunzhuang 孙庄乡
- Gemeinde Nanjing 南陉乡
- Gemeinde Xinzhuang 辛庄乡
- Gemeinde Nanwangzhuang 南王庄乡